# والتر بوند
والتر بوند (بالإنجليزية: Walter Bond)‏ مواليد 1 فبراير 1969 في شيكاغو، هو لاعب كرة سلة أمريكي سابق. بدأ مسيرته الاحترافية في سنة 1991. يبلغ طوله 6 قدم 5 بوصة (2.0 م). اعتزل اللعب في 1999.

## المسيرة الاحترافية
لعب مع دالاس مافيريكس في موسم 1992–93 ، ثم لعب مع يوتا جاز في موسم 1993–94 ، ثم لعب مع ديترويت بيستونز في موسم 1994–95 ، ثم لعب مع يوتا جاز في موسم 1994–95 ، ثم لعب مع إس إس فليتشي سكاندون في الدوري الإيطالي في سنة 1998.

## روابط خارجية
- والتر بوند على موقع إن بي أي (الإنجليزية)
- والتر بوند على موقع سبورتس رفرنس (الإنجليزية)
- والتر بوند على موقع كرة السلة الأوروبية.كوم (الإنجليزية)
- والتر بوند على موقع كلية كرة السلة في سبورتس رفرنس.كوم (الإنجليزية)
- والتر بوند على موقع ريلجم (الإنجليزية)
- والتر بوند على موقع بروبوليرز (الإنجليزية)